# William George Holmes
Sir William George Holmes, britanski general, * 1892, † 1969.